# Dolley Madison
Dolley Payne Todd Madison (ur. 20 maja 1768 w hrabstwie Guilford, zm. 12 lipca 1849 w Waszyngtonie) – żona prezydenta Stanów Zjednoczonych Jamesa Madisona oraz pierwsza dama USA w latach 1809–1817.

## Życiorys
Dorothy Madison urodziła się 20 maja 1768 roku w hrabstwie Guilford jako córka plantatorów Johna i Mary Payne. Naukę pobierała od nauczyciela w Scotchtown. Została wychowana zgodnie z regułami kwakrów. Rodzina Madisonów była uboga i w 1783 roku przeniosła się do Filadelfii. Tam popadła w długi, co zmusiło ich do przekształcenia swojego domu w pensjonat. Pomocy finansowej udzielił im także prawnik John Todd, który zakochał się w Dorothy. W 1790 Dolley Payne poślubiła Todda i wkrótce potem urodziła dwóch synów. Trzy lata później, mąż i syn Dolley Todd zmarli w wyniku epidemii żółtej febry.
Dolley Madison była obiektem zainteresowań wielu mężczyzn, m.in. Aarona Burra. W 1794 roku poznała Jamesa Madisona. Ich ślub odbył się 15 września 1794 roku w Harewood w Kościele episkopalnym. Oboje zamieszkali w Filadelfii, mieszkając na początku w domu Jamesa Monroego, a następnie w posiadłości Montpelier w Wirginii. Już w czasach, gdy Madison był członkiem Izby Reprezentantów jego żona angażowała się w życie towarzyskie stolicy. W 1801 roku oboje przenieśli się do Waszyngtonu, gdzie Madison został sekretarzem stanu w gabinecie Thomasa Jeffersona. Dolley Madison pełniła wówczas obowiązki pierwszej damy, gdyż urzędujący prezydent był wdowcem. Sama w niewielkim stopniu interesowała się polityką, choć wypytywała swojego męża o sytuację w kraju. Federaliści, przeciwnicy polityczni Madisona, rozsiewali w prasie nieprawdziwe posądzenia o romansowanie Dolley z urzędującym prezydentem. Kiedy w 1808 Madison kandydował na prezydenta, pojawiły się dodatkowe zarzuty o jej relacjach z dyplomatami i politykami, które miały zapewnić zwycięstwo w głosowaniu Kolegium Elektorów.
Po przeprowadzce do Białego Domu, który nie był jeszcze wykończony, Dolley postanowiła przyspieszyć ukończenie prac. W tym celu zwróciła się o fundusze do Kongresu i otrzymała 11 tysięcy dolarów. Za te pieniądze wynajęła architekta wnętrz Benjamina Latrobe’a, wykończyła Wschodnie Skrzydło, a także udekorowała i umeblowała rezydencję. Następnie aktywnie włączyła się w życie towarzyskie, organizując środowe przyjęcia, na które zapraszani byli nie tylko politycy i dyplomaci, ale także pisarze i artyści. Z powodu jej otwartości i doskonałej pamięci do nazwisk i twarzy, rozpuszczano plotki, że Dolley Madison flirtuje z obcymi mężczyznami.
Kiedy na przełomie I i II kadencji Madisona, toczyła się niepopularna w USA wojna brytyjsko-amerykańska, Dolley spotykała się z żołnierzami i zagrzewała ich do walki. Starała się także zyskać poparcie dla swojego męża, które było zachwiane, z powodu rosnącej opozycji wobec działań wojennych. W tym okresie rzadko organizowała też przyjęcia w Białym Domu, m.in. dlatego, że musiała przejąć część obowiązków współpracownika prezydenta Neda Colesa, a także samego Madisona, którzy byli niedysponowani z powodu choroby. W 1814, kiedy Brytyjczycy oblegali Waszyngton, Madison nalegał, by jego żona opuściła stolicę. Gdy 24 sierpnia tr. wojska brytyjskie wkroczyły do miasta, Dolley opuściła Biały Dom i udała się do Falls Church, ratując m.in. oryginał Deklaracji Niepodległości. Kiedy trzy dni później Brytyjczycy zostali wyparci z Waszyngtonu, Madisonowie powrócili do siedziby prezydenckiej, która nie nadawała się już do zamieszkania. Przez pewien czas para prezydencka zamieszkiwała w Octagon House przy rogu Pennsylvania Avenue i 18th Street. Po zakończeniu kadencji prezydenckiej oboje powrócili do Montpelier.
Madison zmarł w 1836 roku. Rok później jego żona powróciła do Waszyngtonu, by ponownie włączyć się w życie towarzyskie stolicy. Popadła wówczas w poważne kłopoty finansowe, gdyż musiała płacić kaucje za swojego syna, który często odsiadywał wyroki w więzieniu. Zmuszona była sprzedać posiadłość w Montpelier, a także notatki męża z Konwencji Konstytucyjnej.
W wieku 79 lat przyjęła chrzest w Kościele episkopalnym. Zmarła 12 lipca 1849 w Waszyngtonie. Została pochowana w posiadłości Madisonów w Montpelier.

## Życie prywatne
W 1790 roku wyszła za mąż za Johna Todda. Z tego związku urodziło się dwóch synów: William i Payne. W 1793 John i William Todd zmarli na żółtą febrę w czasie jej epidemii w Filadelfii. 15 września 1794 roku poślubiła w Harewood Jamesa Madisona. Para nie miała dzieci.